# 4406 Mahler
4406 Mahler este un asteroid din centura principală, descoperit pe 22 decembrie 1987 de Freimut Börngen.